# María Inés Obaldía
María Inés Obaldía Miraballes (Montevideo, 20 de junio de 1959) es una presentadora, profesora, productora, periodista, política y funcionaria uruguaya. Actualmente es diputada electa por Montevideo para la legislatura 2025–2030.

## Trayectoria
Nació en Montevideo, hija de Elsa Miraballes y el escritor José María Obaldía.
Obtuvo el título de profesora de literatura en el Instituto de Profesores Artigas, antes de entrar a los medios, dio clases como profesora de literatura en secundaria. 
Desde 1986 es periodista radial, conduciendo los programas En vivo y en directo, Entre todos y De 10 a 12.[cita requerida]
Desde 1988 es conductora de televisión, destacándose como figura periodística de Canal 10, donde condujo no sólo el noticiero Subrayado, si no diversos programas como Caleidoscopio, Será posible y el programa Sin misterio entre otros. 
En el año 2010 y hasta el 2019 fue presentadora de Vivila otra vez junto a Humberto de Vargas y desde 2015 el magazín La mañana en casa  y el periodístico La tarde en casa, junto a Gerardo Sotelo. 

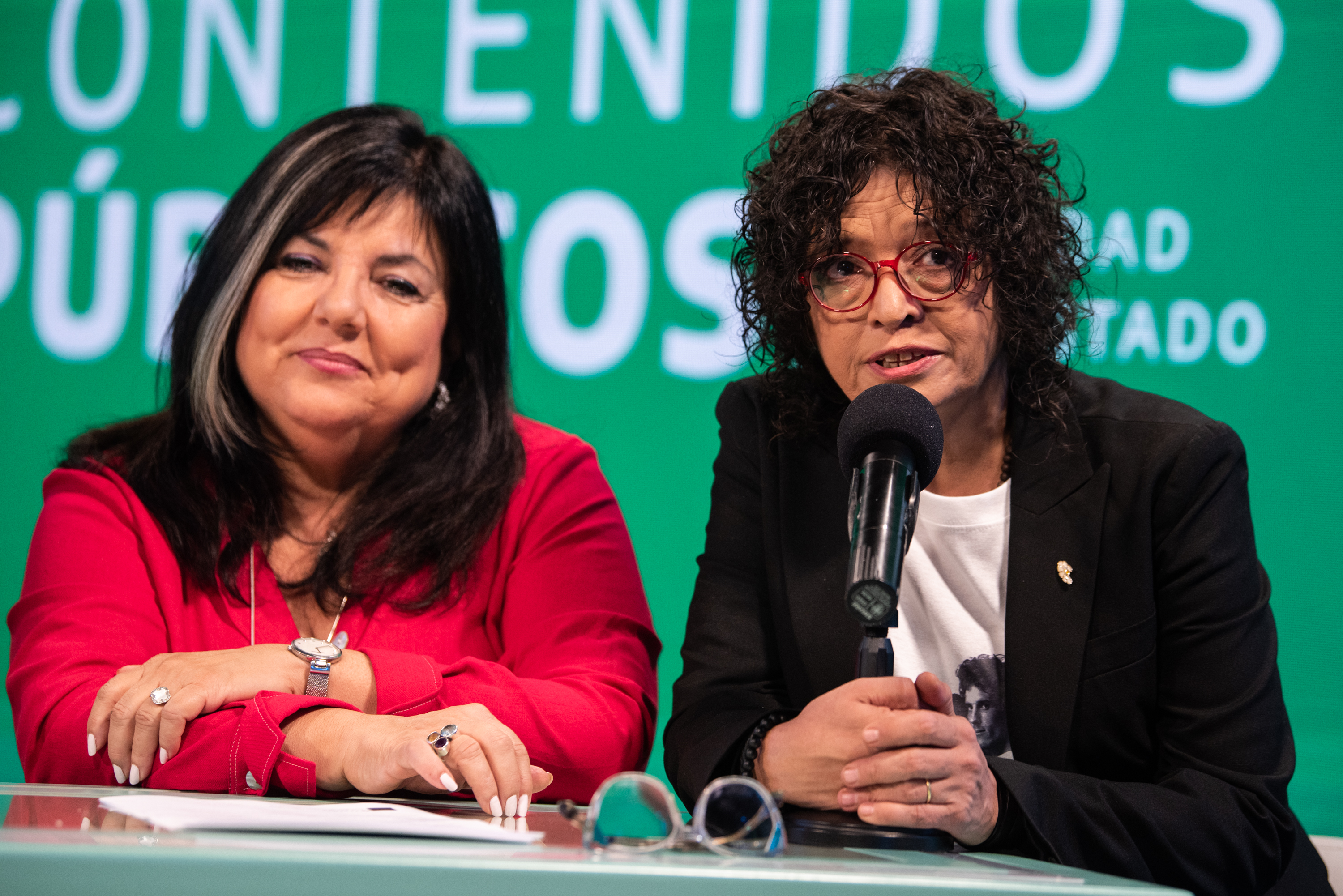
María Inés Obaldía y Alejandra Casablanca en 2023.

Trabajo en televisión hasta octubre de 2020 luego de ser nombrada como posible integrante del gabinete de Carolina Cosse, candidata a la Intendencia de Montevideo para las elecciones departamentales de ese año. Tras su salida de los medios, tuvo una emotiva despedida por sus compañeros de la Mañana y la Tarde en Casa, además de todo el equipo de Canal 10. En su programa de despedida participó la presentadora Blanca Rodríguez, con quienes comparten una gran amistad desde la adolescencia, ya que concurrieron juntas al Instituto de Profesores Artigas.
El 26 de noviembre de 2020 con la asunción de Carolina Cosse, es designada como Directora del Departamento de Cultura de Montevideo.   

## Filmografía

### Televisión
- Caleidoscopio (Canal 10)
- Será posible (Canal 10)
- Sin misterio (Canal 10)
- Subrayado - 1990 - 2013 (Canal 10)
- Sabelo (Canal 5)
- TV Educativa - 2006 - 2019 (Administración Nacional de Educación Pública)
- Vivila otra vez - 2010 - 2019 (Canal 10)
- La mañana en casa - 2015 - 2020 (Canal 10)
- La tarde en casa - 2015 - 2019 (Canal 10)

### Radio
- En vivo y en directo (Radio Sarandí)
- Entre todos (El Espectador)
- De 10 a 12 (Radio Uruguay)

## Distinciones
En 2004 obtuvo el premio Mensajero de la Paz por la Unesco.